# Gymnastiek op de Olympische Zomerspelen 2024 – vloer vrouwen
De vloer voor de vrouwen op de Olympische Zomerspelen 2024 in Parijs vond plaats op 28 juli (kwalificatie) en op 5 augustus (finale).
De Braziliaanse Rebeca Andrade won met 14.166 de Olympische medaille, het zilver was voor de Amerikaanse Simone Biles, en de Roemeense Ana Barbosu won de bronzen medaille. Tijdens de medaille-uitreiking stond echter niet Barbosu op het podium, maar wel Jordan Chiles. De scores werden achteraf herzien, waardoor de eindstand aangepast moest worden. 

## Format
Alle deelnemende turnsters moesten een kwalificatie-oefening turnen. De beste acht deelnemers gingen door naar de finale. Echter mochten er maximaal twee deelnemers per land in de finale komen. De scores van de kwalificatie werden bij de finale gewist, en alleen de scores die in de finale gehaald werden, telden.

## Uitslag
- D-score; de moeilijkheidsgraad van de oefening
- E-score; de uitvoeringsscore van de oefening
- Straf; straffen die zijn gegeven door de jury
- Totaal; D-score + E-score - straf geeft de totaalscore

### Kwalificatie
| Rang | Gymnaste        | Gymnaste | D-score | E-score | Straf | Totaal |    |
| ---- | --------------- | -------- | ------- | ------- | ----- | ------ | -- |
| 1    | Simone Biles    | USA      | 6.8     | 7.900   | 0.100 | 14.600 | Q  |
| 2    | Rebeca Andrade  | BRA      | 5.9     | 8.000   |       | 13.900 | Q  |
| 3    | Jordan Chiles   | USA      | 5.8     | 8.066   |       | 13.866 | Q  |
| 4    | Sabrina Voinea  | ROU      | 6.2     | 7.600   |       | 13.800 | Q  |
| 5    | Alice D'Amato   | ITA      | 5.6     | 8.100   |       | 13.700 | Q  |
| 6    | Ou Yushan       | CHN      | 5.6     | 8.066   |       | 13.666 | Q  |
| 7    | Manila Esposito | ITA      | 5.7     | 7.933   |       | 13.633 | Q  |
| 81   | Rina Kishi      | JPN      | 5.6     | 8.000   |       | 13.600 | Q  |
| 81   | Ana Bărbosu     | ROU      | 5.6     | 8.000   |       | 13.600 | Q  |
| 10   | Zhang Yihan     | CHN      | 5.5     | 8.033   |       | 13.533 | R1 |
| 11   | Julia Soares    | BRA      | 5.4     | 8.100   |       | 13.500 | R2 |
| 12   | Jade Barbosa    | BRA      | 5.5     | 8.000   |       | 13.500 | –  |
| 13   | Angela Andreoli | ITA      | 5.8     | 7.700   |       | 13.500 | –  |
| 14   | Zhou Yaqin      | CHN      | 5.5     | 7.966   |       | 13.466 | –  |
| 15   | Ellie Black     | CAN      | 5.6     | 7.900   | 0.100 | 13.400 | R3 |

Reserve
- Zhang Yihan  CHN
- Julia Soares  BRA
- Ellie Black  CAN

- Slechts twee gymnastes per land mogen door naar de finale. Er werden geen gymnastes uitgesloten van de finale vanwege het quotum, hoewel turnsters Jade Barbosa en Lilia Akhaimova, Angela Andreoli en Zhou Yaqin werden uitgesloten als reserve vanwege deze twee-per-land-regel.

### Finale
| Rang   | Gymnast         | Gymnast | D-score | E-score | Straf | Totaal |
| ------ | --------------- | ------- | ------- | ------- | ----- | ------ |
| Goud   | Rebeca Andrade  | BRA     | 5.9     | 8.266   |       | 14.166 |
| Zilver | Simone Biles    | USA     | 6.9     | 7.833   | 0.600 | 14.133 |
| Brons  | Ana Bărbosu     | ROU     | 5.8     | 8.000   | 0.100 | 13.700 |
| 4      | Sabrina Voinea  | ROU     | 5.9     | 7.900   | 0.100 | 13.700 |
| 5      | Jordan Chiles   | USA     | 5.8     | 7.866   |       | 13.666 |
| 6      | Alice D'Amato   | ITA     | 5.6     | 8.100   | 0.100 | 13.600 |
| 7      | Rina Kishi      | JPN     | 5.7     | 7.566   | 0.100 | 13.166 |
| 8      | Ou Yushan       | CHN     | 5.6     | 7.700   | 0.300 | 13.000 |
| 9      | Manila Esposito | ITA     | 5.7     | 6.533   | 0.100 | 12.133 |